# Saltos ornamentais nos Jogos Pan-Americanos de 2023 - Trampolim de 3 m sincronizado masculino
A competição do trampolim de 3 m sincronizado masculino dos saltos ornamentais nos Jogos Pan-Americanos de 2023 foi disputada em 24 de outubro de 2023 no Centro Aquático, localizado no cluster do Estádio Nacional. Um total de 16 saltadores de 8 Comitês Olímpicos Nacionais (CON) participaram do evento.

## Calendário
Horário local (UTC−3).
| Data          | Hora  | Fase  |
| ------------- | ----- | ----- |
| 24 de outubro | 19:00 | Final |

## Medalhistas
| Ouro   | MEX Rodrigo Diego e Osmar Olvera |
| Prata  | COL Daniel Restrepo e Luis Uribe |
| Bronze | USA Jack Ryan e Tyler Downs      |

## Resultados
O evento foi realizado em um única fase, com as oito duplas, já valendo as medalhas.
| Pos.              | Saltador                                   | CON                      | Pontos |
| ----------------- | ------------------------------------------ | ------------------------ | ------ |
| Medalha de ouro   | Rodrigo Diego Osmar Olvera                 | MEX México               | 425.46 |
| Medalha de prata  | Daniel Restrepo Luis Uribe                 | COL Colômbia             | 398.67 |
| Medalha de bronze | Tyler Downs Jack Ryan                      | USA Estados Unidos       | 368.64 |
| 4                 | Frandiel Gómez Jonathan Ruvalcaba          | DOM República Dominicana | 364.71 |
| 5                 | Yohan Eskrick-Parkinson Yona Knight-Wisdom | JAM Jamaica              | 345.51 |
| 6                 | Diego Carquín Donato Neglia                | CHI Chile                | 325.14 |
| 7                 | Luis Cañabate Carlos Escalona              | CUB Cuba                 | 308.64 |
| 8                 | Diogo Silva Rafael Fogaça                  | BRA Brasil               | 267.81 |